# Lijst van shorttrackrecords 1500 meter mannen
Dit is een overzicht van de schaatsrecords op de 1500 meter mannen bij het shorttrack.

## Ontwikkelingwereldrecord1500 meter shorttrack
| Nr | Naam                | Land             | Tijd     | Plaats         | Datum      |
| -- | ------------------- | ---------------- | -------- | -------------- | ---------- |
| 1  | Tatsuyoshi Ishihara | Japan            | 2.27,27  | Den Haag       | 28-03-1981 |
| 2  | Michel Daignault    | Canada           | 2.25,25  | Calgary        | 22-02-1988 |
| 3  | Tatsuyoshi Ishihara | Japan            | 2.23,38  | Harbin         | 30-11-1991 |
| 4  | Andrew Nicholson    | Nieuw-Zeeland    | 2.22,71  | Nobeyama       | 07-03-1992 |
| 5  | Eric Flaim          | Verenigde Staten | 2.22,36  | Peking         | 21-03-1993 |
| 6  | Marc Gagnon         | Canada           | 2.18,61  | Guildford      | 07-02-1995 |
| 7  | Marc Gagnon         | Canada           | 2.18,16  | Den Haag       | 01-03-1996 |
| 8  | Kai Feng            | China            | 2.15,50  | Groningen      | 11-11-1997 |
| 9  | Andrew Quinn        | Canada           | 2.15,495 | Calgary        | 04-03-2000 |
| 10 | Éric Bédard         | Canada           | 2.15,393 | Edmonton       | 03-03-2001 |
| 11 | Steve Robillard     | Canada           | 2.15,383 | Calgary        | 12-10-2001 |
| 12 | Apolo Anton Ohno    | Verenigde Staten | 2.13,728 | Salt Lake City | 15-12-2001 |
| 13 | Steve Robillard     | Canada           | 2.12,234 | Calgary        | 11-10-2002 |
| 14 | Ahn Hyun-soo        | Zuid-Korea       | 2.10,639 | Marquette      | 24-10-2003 |
| 15 | Noh Jin-kyu         | Zuid-Korea       | 2.09,041 | Shanghai       | 10-12-2011 |
| 16 | Sjinkie Knegt       | Nederland        | 2.07,943 | Salt Lake City | 13-11-2016 |